# أوتو إرنيست فليك
أوتو إرنيست فليك (بالألمانية: Otto-Ernst Flick)‏ الابن البكر لرجل الأعمال الألماني الشهير فريديريش فليك. ولد أوتو إرنست سنة 1916 في ألمانيا و في 1953 دخل عالم الأعمال على رأس إحدى شركات والده ولكنه فشل في إدارتها.
في سنة 1963، رفع أوتو إرنست دعوى قضائية ضد والده لينال نصيبا من ممتلكاته إلا أنه خسر القضية وحرمه والده من الإرث، كاتبا كامل ممتلكاته باسم ابنه الأصغر كارل.
توفي أوتو إرنيست في دوسلدورف سنة 1974.

## روابط خارجية
- أوتو إرنيست فليك على موقع مونزينجر (الألمانية)